# 宓不斉
宓 不斉（ふく ふせい、生没年不詳）は、中国春秋時代の儒学者・文官である。孔子の弟子の一人。孔子の門人で才能があった七十子の一人に数えられる。字は子賤（しせん）。
『論語』では公冶長篇に一度だけ登場する。
『史記』仲尼弟子列伝、および『孔子家語』弁政篇によると、不斉が単父（現在の山東省菏沢市単県）の邑の長官となった時に、「狭い土地で政治を行わせるのはもったいない」と孔子が評した。『呂氏春秋』察賢篇、劉向『説苑』政理篇、および『韓詩外伝』に載せる逸話によると、このとき不斉は古琴を弾いているだけで単父が治まった。巫馬期も単父を治めたが、非常に苦労したため、不思議に思って巫馬期が宓不斉にたずねると、力に任せず人に任せているために苦労せずに治められるのだと答えたという。
『呂氏春秋』具備篇に見える逸話では、魯の役人ふたりを宓不斉が亶父（単父に同じ）に連れてきて、彼らが文字を書こうとすると、肘を押さえて邪魔をした。うまく字が書けないと、宓不斉は役人を叱った。役人の報告を聞いた魯の君は、これは宓不斉が亶父を治めるのを自分に邪魔されたくないという意味だとさとったという。「掣肘」という熟語はこの故事にもとづく。
王充『論衡』には、宓不斉を性善・性悪について議論をなした人物のひとりとしてあげている。
顔之推『顔氏家訓』書証篇によると、単父に相当する兗州永昌郡城には漢代に立てられた宓不斉の碑があり、そこには『今文尚書』を伝えた伏生が宓不斉の子孫であると書いてあったという。
『漢書』芸文志には宓不斉の書として『宓子』16篇があったことを述べている。また、『景子』という書物にも宓子の言葉を記していたという。